# Wiśniowa (powiat staszowski)
Wiśniowa – wieś w Polsce położona w województwie świętokrzyskim, w powiecie staszowskim, w gminie Staszów. W latach 1973–1977 miejscowość była siedzibą gminy Wiśniowa.
Miejscowość znajduje się na odnowionej trasie Małopolskiej Drogi św. Jakuba z Sandomierza do Tyńca, która to jest odzwierciedleniem dawnej średniowiecznej drogi do Santiago de Compostela.

## Współczesne części wsi
Poniżej w tabeli 1 integralne części wsi Wiśniowa (0807642) z aktualnie przypisanym im numerem SIMC (zgodnym z Systemem Identyfikatorów i Nazw Miejscowości) z katalogu TERYT (Krajowego Rejestru Urzędowego Podziału Terytorialnego Kraju).
| SIMC    | Nazwa | Rodzaj  |
| ------- | ----- | ------- |
| 0807493 | Łepki | kolonia |

## Dawne części wsi – obiekty fizjograficzne
W latach 70. XX wieku przyporządkowano i opracowano spis lokalnych części integralnych dla Wiśniowej zawarty w tabeli 2.

| Nazwa wsi — miasta  | Nazwy części wsi — miasta                                                                         | Nazwy obiektów fizjograficznych — charakter obiektu |
| ------------------- | ------------------------------------------------------------------------------------------------- | --- |
| I. Gromada WIŚNIOWA |                                                                                                   | |
| 1. Wiśniowa         | 1. Borki 2. Dworskie 3. Dwór 4. Fisierka 5. Łąki 6. Łepki 7. Stara Wieś 8. Za Pałacem 9. Zagumnie | 1. Borki — pole 2. Dworskie — pole 3. Fisierka — pole, łąka 4. Góry — las 5. Kaliniec — łąka, bagna 6. Łąki — pole 7. Łepki — pole 8. Pod Lasem — pole 9. Poręby — łąka, trzęsawiska 10. Stara Wieś — pole 11. Turski Las — las 12. Winnica — wzniesienie , pole 13. Wodenica — łąka, mokradła 14. Za Górami — pole, las 15. Za Pałacem — pole 16. Za Wodenicami — pole 17. Zagumnie — pole |

## Historia
Pierwsze wzmianki o osadnictwie na tym terenie pochodzą z XIII wieku, kolejne z Kodeksu Dyplomatycznego Katedry Krakowskiej z roku 1390, wymieniały Łukawicę jako kolejną wieś gminy Wiśniowa. W połowie XV w. wieś Wiśniowa była własnością Jana Rytwiańskiego herbu Jastrzębiec. W 1578 r. właścicielem wsi został Jan Dymitrowski. W wieku XVII Wiśniowa należała do rodziny Tarłów. Hrabia Karol Tarło w roku 1675 wybudował w Wiśniowej szpital dla ubogich oraz kościół z kamienia jako probostwo szpitalne.
W 1776 r. Rafał Kołłątaj ożenił się z panią Grabowską z Tarłów, kasztelanką sanocką, obejmując wieś Wiśniową w posiadanie.Po śmierci Hugona Kołłątaja w 1816 r. w kościele w Wiśniowej złożono urnę z jego sercem. Kołłątajowie sprzedali dobra w roku 1859.
W latach 1975–1998 miejscowość należała administracyjnie do województwa tarnobrzeskiego.

## Zabytki
- kościół pw. Przemienienia Pańskiego i Św. Ducha, wzniesiony w latach 1680-1681 kosztem Karola Tarły, w podziemiach kościoła spoczywa serce ks. Hugona Kołłątaja[9].
- pałac i zespół pałacowy z pierwszej połowy XVIII w.
- Najstarsza część cmentarza parafialnego, I połowa XIX w.